# Kate Starbird
Catharine Evelyn „Kate” Starbird  (ur. 30 lipca 1975 w West Point) – amerykańska koszykarka, występująca na pozycji silnej skrzydłowej, reprezentantka kraju, po zakończeniu kariery sportowej rozpoczęła karierę naukową. Od września 2012 pracuje jako asystentka profesora na University of Washington w departamencie projektowania i inżynierii.
W 1993 wystąpiła w inauguracyjnym meczu gwiazd amerykańskich szkół średnich – WBCA High School All-America, podczas którego zdobyła 12 punktów oraz tytuł MVP.
W latach 2000–2002 występowała w jednej drużynie (Utah Starzz) z Małgorzatą Dydek.
Posiada doktorat ze specjalizacji technologia, media i społeczeństwo (z Uniwersytetu Kolorado w Boulder, 2012). Jest programistką języka BS (Apple), ukończyła informatykę na uczelni Stanforda (1997).

## Osiągnięcia
Na podstawie, o ile nie zaznaczono inaczej.
NCAA
- Uczestniczka rozgrywek:
  - NCAA Final Four (1995–1997)
  - Elite 8 turnieju NCAA (1994–1997)
- Mistrzyni sezonu regularnego konferencji Pac–10/12 (1994–1997)
- Zawodniczka roku:
  - NCAA:
    - im. Naismitha (1997)[4]
    - według:
      - United States Basketball Writers Association (USBWA – 1997)

    - WBCA (1997)
    - TSN (1997)

  - konferencji Pac-10/12 (1996 – Pac–10, 1997 – Pac–12)
- Zaliczona do:
  - I składu Kodak All-American (1996, 1997)
  - Galerii Sław Sportu uczelni Stanford – Stanford Athletic Hall of Fame (2 listopada 2007)

Reprezentacja
- Mistrzyni uniwersjady (1997)